# Ditassa lenheirensis
Ditassa lenheirensis är en oleanderväxtart som beskrevs av Alv. Silv.. Ditassa lenheirensis ingår i släktet Ditassa och familjen oleanderväxter. Inga underarter finns listade i Catalogue of Life.